# Ľuboš Križko
Ľuboš Križko (ur. 9 sierpnia 1979 w Trenczynie) – słowacki pływak, specjalizujący się głównie w stylu grzbietowym.
Brązowy medalista mistrzostw Europy z Eindhoven na 50 m stylem grzbietowym, dwukrotny brązowy medalista mistrzostw Europy na krótkim basenie z Helsinek i Rijeki na 50 m grzbietem.
Dwukrotny uczestnik Igrzysk Olimpijskich z Aten i Pekinu na 100 m stylem grzbietowym (odpowiednio: 27. i 13. miejsce).
Podczas mistrzostw Europy w Budapeszcie w 2010 roku wykryto w jego organizmie niedozwolony środek: tamoksyfen. Został on zdyskwalifikowany na 2 lata (kara obowiązuje od 22 września 2010 roku).